# La reina Enriqueta María con sir Jeffrey Hudson y un mono
Este Retrato de la reina Enriqueta María con sir Jeffrey Hudson y un mono es uno de los primeros retratos de la reina Enriqueta María, realizado por el pintor holandés Anton van Dyck. Está realizado en óleo sobre tela, y fue pintado en el año 1633. Mide 219,1 cm de alto y 134,8 cm de ancho. Se exhibe actualmente en la Galería Nacional de Arte de Washington D. C.
La reina Enriqueta María, mujer de Carlos I, tenía alrededor de veinticuatro años cuando fue retratada en esta tela. Van Dyck presenta aquí a la soberana vestida con un traje azul de caza y con un gran sombrero negro del cual cuelga una pluma blanca. A su izquierda, sobre una gran cortina de color oro, se encuentra la corona, símbolo de la autoridad real del personaje retratado. A la derecha de la reina, una columna y un naranjo en flor. El naranjo probablemente llegó desde Francia, tierra natal de Enriqueta María, y constituye una clara alusión a la castidad, siendo símbolo de los frutos del Paraíso. A la derecha de la reina se encuentra su enano favorito, Sir Jeffrey Hudson (1619-1682), que tenía catorce años en ese momento. Había sido entregado a la reina por George Villiers, duque de Buckingham y se había convertido en su inseparable compañero de distracciones, como el mono en que la reina apoya la mano. Los animales exóticos como monos, loros y papagayos se habían puesto por entonces muy de moda en las principales cortes de Europa, y eran importados de los dominios de ultramar o regalos de soberanos extranjeros. Hudson permaneció al servicio de la reina hasta su arresto, por matar a un hombre en duelo.